# サラリア街道

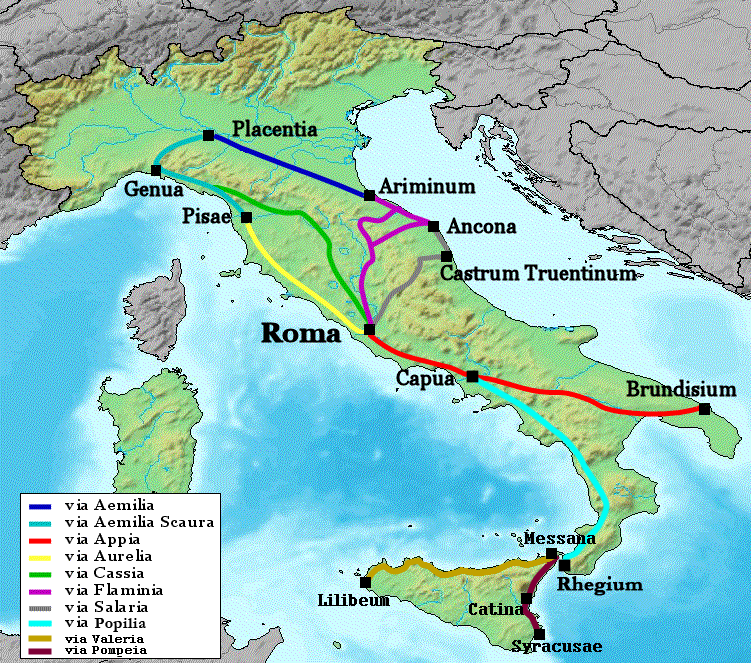
サラリア街道の経路（灰色）

サラリア街道（Via Salaria）は、イタリアにある古代のローマ街道の1つ。
ローマ（アウレリアヌス城壁のサラリア門）を起点とし、アドリア海に面した Castrum Truentinum（現在のポルト・ダスコリ）までをつなぐ、全長242kmの道である。Reate（現在のリエーティ）と Asculum（現在のアスコリ・ピチェーノ）を経由している。"salaria" とはラテン語で「塩」を意味し、サビニ人がテヴェレ川河口付近の沼地まで塩を採取しに行く際に使った道で、ヨーロッパ各地にある古代の塩の道の1つである。歴史家の中には、サラリア街道と塩の交易がローマという町が誕生する原点だったとする者もいる。街道の山岳部分にはいくつかの名残が今も見られる。
現在の国道4号線 (Strada Statale 4) は同じ名で呼ばれており、ローマからオステリア・ヌオーヴァまでを結ぶ全長51kmの道路となっている。

## ローマ橋
街道沿いに残るローマ橋としては、Ponte del Gran Caso、Ponte della Scutella、Ponte d’Arli、Ponte di Quintodecimo、Ponte Romano (Acquasanta)、Ponte Salario、Ponte Sambuco がある。